# Messier 5
Messier 5 hay M5 (còn gọi là NGC 5904) là một cụm sao cầu trong chòm sao Cự Xà (Serpens). Nó được Gottfried Kirch phát hiện năm 1702. Không nên nhầm lẫn nó với cụm sao cầu mờ nhạt hơn và xa hơn gọi là Palomar 5, nằm ngay bên cạnh trên bầu trời.

## Phát hiện và khả năng nhìn thấy
Trong các điều kiện cực tốt, M5 hoàn toàn có thể thấy được với mắt trần như là một "ngôi sao" mờ nhạt gần ngôi sao 5 Serpentis. Các ống nhòm hay các kính viễn vọng nhỏ sẽ nhận dạng nó như là một thiên thể không phải sao trong khi các kính viễn vọng lớn hơn sẽ chỉ ra một vài ngôi sao riêng lẻ, trong đó các sao sáng nhất có cấp sao biểu kiến là 12,2.
M5 được nhà thiên văn người Đức là Gottfried Kirch phát hiện năm 1702 khi ông quan sát một sao sao chổi. Charles Messier cũng lưu ý tới nó năm 1764, nhưng coi nó là một tinh vân không có sao nào gắn liền với nó. William Herschel là người đầu tiên phân giải các ngôi sao riêng lẻ trong cụm sao vào năm 1791, với khoảng 200 được kiểm đếm.

## Đặc trưng
Trải rộng với đường kính 165 năm ánh sáng, M5 là một trong các cụm sao cầu lớn nhất đã biết. Quyển hấp dẫn của M5, (nghĩa là dung lượng không gian trong đó các ngôi sao ràng buộc với nhau về mặt hấp dẫn chứ không bị xé toạc ra ngoài bởi sức hút hấp dẫn của Ngân Hà) có bán kính khoảng 200 năm ánh sáng.
Với độ tuổi khoảng 13 tỷ năm, M5 cũng là một trong các cụm sao cầu già nhất gắn liền với Ngân Hà. Nó cách Trái Đất khoảng 24.500 năm ánh sáng và chứa trên 100.000 ngôi sao, có thể tới 500.000 sao theo một vài ước tính.

## Các sao đáng chú ý
105 ngôi sao trong M5 dược biết là các sao biến quang về độ sáng, 97 trong số đó thuộc về kiểu RR Lyrae. Các sao RR Lyrae, đôi khi được gọi là "sao biến quang cụm", là hơi giống như các sao biến quang kiểu Cepheid và như thế có thể sử dụng làm công cụ đo đạc khoảng cách trong không gian vũ trụ vì tỷ lệ giữa độ sáng của chúng với chu kỳ của chúng đều đã biết. Sao biến quang sáng nhất và dễ thấy nhất trong M5 biến đổi theo cấp sao từ 10,6 tới 12,1 và chu kỳ dưới 26,5 ngày.
Một sao mới lùn cũng được quan sát trong cụm này.

## Hình ảnh
- Hình ảnh M5 góc rộng chụp bởi Robert J. Vanderbei
- M5 với DSLR camera.
- Messier 5 chụp bởi Kính viễn vọng không gian Hubble. 2.85′ view